# Astrophil e Stella
Astrophil e Stella (in inglese Astrophel and Stella) è una raccolta di poesie (108 sonetti e 11 canzoni) di sir Philip Sidney, pubblicata nel 1591. Tutti i componimenti raccontano l'amore di Astrophil (che significa letteralmente l'amante degli astri, ma che gioca anche sul nome di Sidney) e Stella (che viene identificata con Penelope Devereux, primo amore del poeta).
I componimenti non sono omogenei. L'io narrante varia spesso (da quello del poeta, a quello di Stella o di altri personaggi secondari); l'amore a volte è visto in maniera molto positiva, altre volte è un veleno o un inferno. La figura di Stella, poi, è ambigua. Alcuni critici vedono in lei la regina Elisabetta I d'Inghilterra, e il rapporto tra Astrophil e Stella sarebbe quindi quello tra il tipico cortigiano e la sua regina. Altri, ne fanno l'incarnazione della sapienza inseguita dal poeta-filosofo (secondo una tradizione antichissima).
Questa raccolta ha alcune analogie con il Canzoniere di Francesco Petrarca, tanto da far meritare a Sidney l'appellativo di English Petrarch, ma sono molti di più i punti di divergenza. Petrarca viene spesso parodiato, il lavoro dei petrarchisti precedenti messo in discussione. Inoltre il vocabolario di Sidney è semplice e contiene pochissimi polisillabi.